# ABC-Abwehrbataillon Kuwait

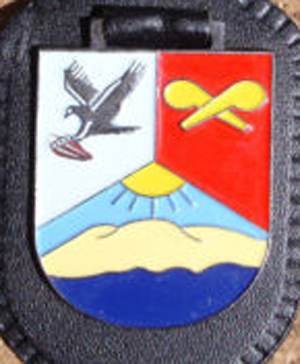
Internes Verbandsabzeichen des ABC-Abwehrbataillons Kuwait

Das Deutsche ABC-Abwehrbataillon Kuwait war ein deutscher militärischer Verband der ABC-Abwehrtruppe der Bundeswehr, der im Rahmen der Operation Enduring Freedom von Januar 2002 bis Juni 2003 in Kuwait stationiert war.

## Vorgeschichte
Nach den Terroranschlägen gegen das World Trade Center in den USA am 11. September 2001 begannen die USA den Krieg gegen den Terrorismus. Dazu gehörte auch die Operation Enduring Freedom (OEF), an der sich die Bundesrepublik Deutschland neben anderen Nationen beteiligte. Gemäß dem Bundestagsbeschluss vom 16. November 2001 zur Beteiligung an OEF, den Bundeskanzler Gerhard Schröder mit der Vertrauensfrage verbinden musste, wollte sich Deutschland unter anderem mit ca. 800 ABC-Abwehrkräften an dieser Operation beteiligen.
Zur Teilnahme an der von den USA geführten und dem United States Central Command (USCENTCOM) unterstellten Combined Joint Task Force Consequence Management (CJTF-CM) stellte Deutschland das ca. 260 Soldaten umfassende Deutsche ABC-Abwehrbataillon Kuwait auf und verlegte es nach Kuwait.
Der Auftrag des Bataillons war es, im Falle eines Angriffs mit Massenvernichtungswaffen die Koalitionsstaaten und die Streitkräfte der Koalitionspartner zu unterstützen.

## Gliederung
Das Bataillon bestand aus:
- dem Bataillonsstab
- der Stabs- und Versorgungskompanie, mit:
  - Fernmeldekräften
  - Feldjägerkräften
  - Nachschub- und Instandsetzungskräften
  - Sanitätskräften
- der ABC-Abwehrkompanie, mit:
  - ABC-Aufklärungskräfte (u. a. sechs ABC-Spürpanzer „Fuchs“)
  - Dekontaminationskräfte (u. a. mit Fahrzeugen für Truppenentgiftungsplätze (TEP) und Hauptentgiftungsplätze (HEP))
  - sowie eines B-Probenahmetrupps (dieser unterstand jedoch direkt dem Kommandeur, da er diese Komponente nur einmal zur Verfügung hatte)

Dem Verband war in Kuwait auch ein ABC-Aufklärungszug der US-Armee mit sechs ABC-Spürpanzern M93 Fox NBC Reconnaissance System (ehemalige ABC-Spürpanzer „Fuchs“ der Bundeswehr, jedoch mit anderen Funkgeräten und einer Klimaanlage) mit ihren Besatzungen unterstellt.

## Einsatz
Der Einsatz erfolgte in drei Kontingenten:
- 1. Kontingent, Januar 2002 bis Juli 2002
- 2. Kontingent, Juli 2002 bis Januar 2003
- 3. Kontingent, Januar 2003 bis Juni 2003

### 1. Kontingent
Das 1. Kontingent wurde vom ABC-Abwehrbataillon 7 in Höxter unter Führung dessen Kommandeurs Michael Oberneyer gestellt.
Das Personal wurde vom 10. bis 13. Februar 2002 auf dem Luftweg nach Kuwait verlegt. Material und Fahrzeuge wurde auf dem Seeweg nach Kuwait verbracht, wo sie am 16. Februar 2002 eintrafen.
Der Verband wurde im amerikanischen Camp Doha nahe der Hauptstadt Kuwait stationiert, ca. 60 km von der Grenze zum Irak entfernt. 
Vom 18. bis 21. Februar nahm das Bataillon an einer Gefechtsstandübung teil, und vom 2. bis 4. März 2002 an einer Einsatzübung.
Mitte März 2002 kehrten ca. 190 Kräfte nach Deutschland zurück, wo sie in Bereitschaft verblieben. Nur etwa 60 Soldaten verblieben in Kuwait, wo sie eine Initial Reaction Capability (IRC) bildeten.
Die Initial Reaction Capability bestand neben Führungs-, Feldjäger-, Fernmelde- und Versorgungskräften aus Personal für:
- zwei ABC-Spürpanzer „Fuchs“ (für die A/C-Aufklärung),
- einer B-Probenentnahme-Ausstattung (für die B-Aufklärung) und
- zwei Truppenentgiftungsplatz-Fahrzeuge (für die Dekontamination).

Damit konnten je 24 Stunden drei Spüraufträge und ggf. notwendige Dekontaminationen sichergestellt werden.

### 2. Kontingent
Das 2. Kontingent wurde vom ABC-Abwehrbataillon 750 in Bruchsal gestellt.
Anfang Juli 2002 löste das 2. Kontingent die Kräfte des 1. Kontingents in Kuwait ab. Nach der Ablösung verblieben aber ebenfalls nur die Kräfte der Initial Reaction Capability, ca. 60 Soldaten, in Kuwait.

### 3. Kontingent
Das 3. Kontingent wurde wiederum vom ABC-Abwehrbataillon 7 in Höxter gestellt.
Anfang Januar 2003 löste das 3. Kontingent die Kräfte des 2. Kontingents in Kuwait ab. Nach der Ablösung verblieben aber wiederum nur die 59 Soldaten der Initial Reaction Capability an Ort und Stelle.
Anfang März 2003, im Zuge des sich abzeichnenden Dritten Golfkrieges, der Operation Iraqi Freedom, wurde die „Initial Reaction Capability“ des 3. Kontingents jedoch um ca. 30 Kräfte verstärkt, denen am 21. März 2003, einen Tag nach Beginn des Feldzuges, weitere 120 Kräfte der ORF (Offensive Reserve Force) folgten. Damit hatte das Deutsche ABC-Abwehrbataillon Kuwait wieder die Full Operational Capability erreicht.
Da der Irak im Zuge der Kampfhandlungen auch Kuwait mit Raketen beschoss, wurde der Verband unmittelbar nach Kriegsbeginn einmal zum Spüren nach Chemischen Kampfstoffen eingesetzt. Im Irak wurden die ABC-Abwehrkräfte jedoch nicht eingesetzt.
Am 15. April 2003 besuchte Verteidigungsminister Peter Struck den Verband in Kuwait.
Mit Ende der Hauptkampfhandlungen gegen den Irak wurde mit dem Abzug des Bataillons begonnen. Am 6. Mai 2003 kehrten ca. 130 Kräfte aus Kuwait zurück, die letzten rund 60 Soldaten erreichten am 1. Juli 2003 wieder Deutschland.

## Wappen
Das Wappen des Verbandes zeigt im unteren Feld die strahlende Sonne (gelb) am Himmel (hellblau) über der arabischen Wüste (ebenfalls gelb) und dem Persischen Golf (blau). Im rechten oberen Feld befinden sich auf bordeauxrotem Grund (Bordeauxrot ist die Waffenfarbe der ABC-Abwehrtruppe) zwei gelbe Retorten, das militärische Symbol der ABC-Abwehrtruppe. Im linken oberen Feld befindet sich ein Bezug zum Wappen der Combined Joint Task Force Consequence Management (CJTF-CM), nämlich auf silbernem Grund ein Adler (das Wappentier der USA), der ein Wappenschild mit US-Nationalflagge in den Fängen führt.